# WPTZ
WPTZ est une station de télévision américaine de langue anglaise affiliée au réseau NBC située à Plattsburgh dans l'état de New York appartenant à Hearst Television. Elle diffuse à partir du Mont Mansfield sur le canal UHF 14 (virtuel 5.1) d'une puissance de 650 kW et dessert le grand marché de Plattsburgh (New York), Burlington (Vermont) et étend son signal à Montréal (Québec, Canada). Elle distribue aussi des sous-canaux qui diffusent la programmation dont le réseau The CW en haute définition et MeTV en définition standard.
WPTZ opérait jusqu'en 2016 la station semi-satellite WNNE à Hartford (Vermont) qui sert le secteur de la vallée nord du Connecticut et le New Hampshire.

## Histoire
La station est entrée en ondes le 8 décembre 1954 sous le nom de WIRI au canal 5 afin de servir North Pole (New York). Elle appartenait à Great Northern Broadcasting Company qui opérait la radio WIRY (1340 AM), ses studios étaient situés à Plattsburgh et son antenne au sommet du Mont Terry à Peru (New York). La station a toujours été affiliée à NBC, mais diffusait aussi la programmation de ABC jusqu'au lancement de WVNY en 1968, et du réseau DuMont jusqu'à sa fermeture en 1956.
Rollins Telecasting a fait l'acquisition de WIRI en 1956 et a changé les lettres d'appel pour WPTZ, qui a été utilisée auparavant par une station de Philadelphie. Rollins a fusionné avec Heritage Broadcasting en 1987 pour former Heritage Media, qui a fait l'acquisition de WNNE à Hartford en 1991 et l'a naturellement affilié à WPTZ. Heritage Media a vendu ses stations à Sinclair Broadcast Group en 1997 avant de fusionner avec News Corporation, ce qui a empêché un changement d'affiliation et protégé la nouvelle station WFFF-TV qui était opéré par WPTZ. L'année suivante, Sinclair vend WPTZ/WNNE ainsi que l'entente WFFF à Sunrise Television qui a décidé d'échanger des stations avec Smith Broadcasting et Hearst-Argyle Television. La transaction a été complétée le 2 juillet 1998. WFFF s'est par la suite séparée de WPTZ et a emménagé dans ses studios à Colchester.
WPTZ a déposé une demande depuis 1999 afin de changer sa ville de licence de North Pole à Plattsburgh. Cette demande a finalement été approuvée le 5 janvier 2011.
WPTZ a commencé à diffuser en mode numérique à partir du Mont Mansfield le 14 novembre 2006, et a mis fin à la diffusion en analogique sur le Mont Terry le 17 février 2009.

## Télévision numérique terrestre

Logo de This TV (2009-2012)

| Canal virtuel | Video | Aspect | Programmation                       |
| ------------- | ----- | ------ | ----------------------------------- |
| 5.1           | 1080i | 16:9   | Programmation principale WPTZ / NBC |
| 31.1          | 720p  | 16:9   | The CW (WNNE)                       |
| 5.2           | 480i  | 16:9   | Story Television (en)               |
| 5.3           | 480i  | 16:9   | MeTV                                |
| 5.4           | 480i  | 16:9   | Defy TV (en)                        |
| 5.5           | 480i  | 16:9   | QVC                                 |

## WPTZ-DT2

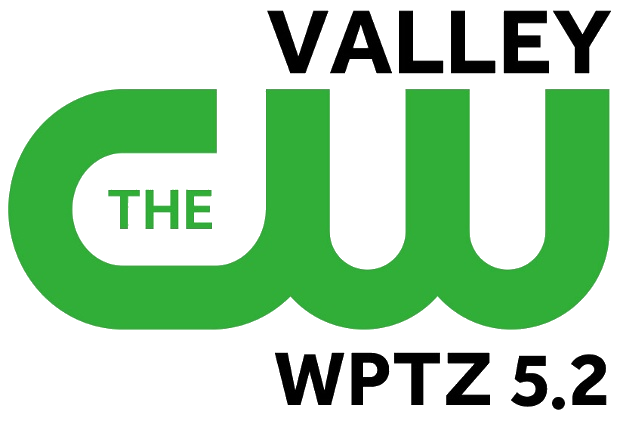
Logo de WPTZ-DT2 entre 2013 et 2018.

WPTZ a lancé le service Weather Plus sur un nouveau sous-canal numérique le 15 novembre 2006. Le service n'a pas été distribué sur WNNE. Lorsque NBC a mis fin au service national Weather Plus en décembre 2008. WPTZ a continué à diffuser une version locale dérivée jusqu'au 31 août 2009.
Le sous-canal This TV débute le 1er septembre 2009. Le 2 janvier 2013, WPTZ change le sous-canal pour MeTV.
À partir du 4 mars 2013, la programmation de soirée du réseau The CW est diffusée entre 20 h et 22 h, en remplacement de MeTV. De plus, elle diffuse aussi l'émission The Bill Cunningham Show à 0 h 30 et remplace les émissions pour enfants du samedi matin de MeTV en faveur de ceux de The CW.
Le 15 septembre 2014, MeTV est déplacé au 5.3 alors que The CW reste au 5.2, diffusant des émissions syndiquées le reste de la journée.
En juillet 2018, dans un programme gouvernemental de la FCC afin de libérer des fréquences télé au profit de fréquences pour téléphones cellulaires, Hearst retourne la licence de WNNE licencié à Hartford (Vermont) (UHF 25) en échange de 50 millions de dollars. WPTZ décide alors d'assigner les lettres d'appel de WNNE à son affiliation au réseau The CW au canal virtuel 31.1, et de modifier la ville de licence de WNNE de Hartford pour Montpelier, situé 85 km plus loin, dans le rayon de diffusion de WPTZ à partir du Mont Mansfield.
Le sous-canal Defy TV (en) a été ajouté au 5.4 à la mi-octobre 2021, et Story Television au 5.2 à son lancement le 28 mars 2022.
Aucun de ces sous-canaux ne sont autorisés à être distribués par câble au Canada.

## Substitution de canal au Québec
WPTZ rejoint le marché montréalais par antenne et presque tout le Québec par câble. Le marché montréalais étant beaucoup plus grand que son marché américain, la station compte sur ces revenus publicitaires. Lorsqu'une même émission et épisode est diffusée en même temps sur WPTZ et sur une des chaînes locales CFCF (CTV), CKMI (Global) ou CJNT (Citytv), la substitution simultanée est appliquée sur le câble et le signal de la station montréalaise est placé par-dessus celui de WPTZ, remplaçant les publicités et les promos, ce qui prive les abonnés de voir les publicités de WPTZ et conséquemment décourage les annonceurs québécois d'acheter chez WPTZ. Étant donné la quantité d'émissions en réseau sur NBC, la station détient très peu de flexibilité leur permettant de modifier les heures de diffusion et éviter la substitution. Ces émissions sont achetées individuellement par les réseaux canadiens.

## Nouvelles
Pour la majorité de son histoire, WPTZ a toujours été en deuxième place dans les audiences pour les nouvelles, derrière WCAX-TV (CBS). Traditionnellement, WPTZ se concentre sur la partie nord et l'État de New York alors que les autres couvrent le Vermont, mais garde quand même un journaliste à Colchester afin de couvrir le Vermont.
WPTZ produit un bulletin d'information tous les matins de 5 h à 7 h (avant l'émission réseau Today), a abandonné le bulletin de nouvelles sur l'heure du midi en 2005 afin de se concentrer sur celui de 17 h 30 et à 18 h. Un autre bulletin de nouvelles est produit à 23 h. Les nouvelles en format 16:9 ont débuté en avril 2011.

## Programmation
En plus des émissions du réseau NBC et des nouvelles locales, WPTZ diffuse l'émission syndiquée Live with Kelly and Mark à 9 h, ayant comme résultat que la 3e et 4e heure de Today sont décalés d'une heure. Elle diffuse aussi les émissions syndiquées Jeopardy! et Wheel of Fortune.